# Western College for Women
Le Western College for Women, connu localement sous le nom de Western College, est principalement un collège de femmes situé à Oxford, dans l'Ohio, entre 1855 et 1974.
En 1979, l’ancien collège, connu désormais sous le nom de Western Campus de l’Université de Miami, a été désigné district historique des États-Unis, appelé Western Historic Seminary Historic District.

## Histoire

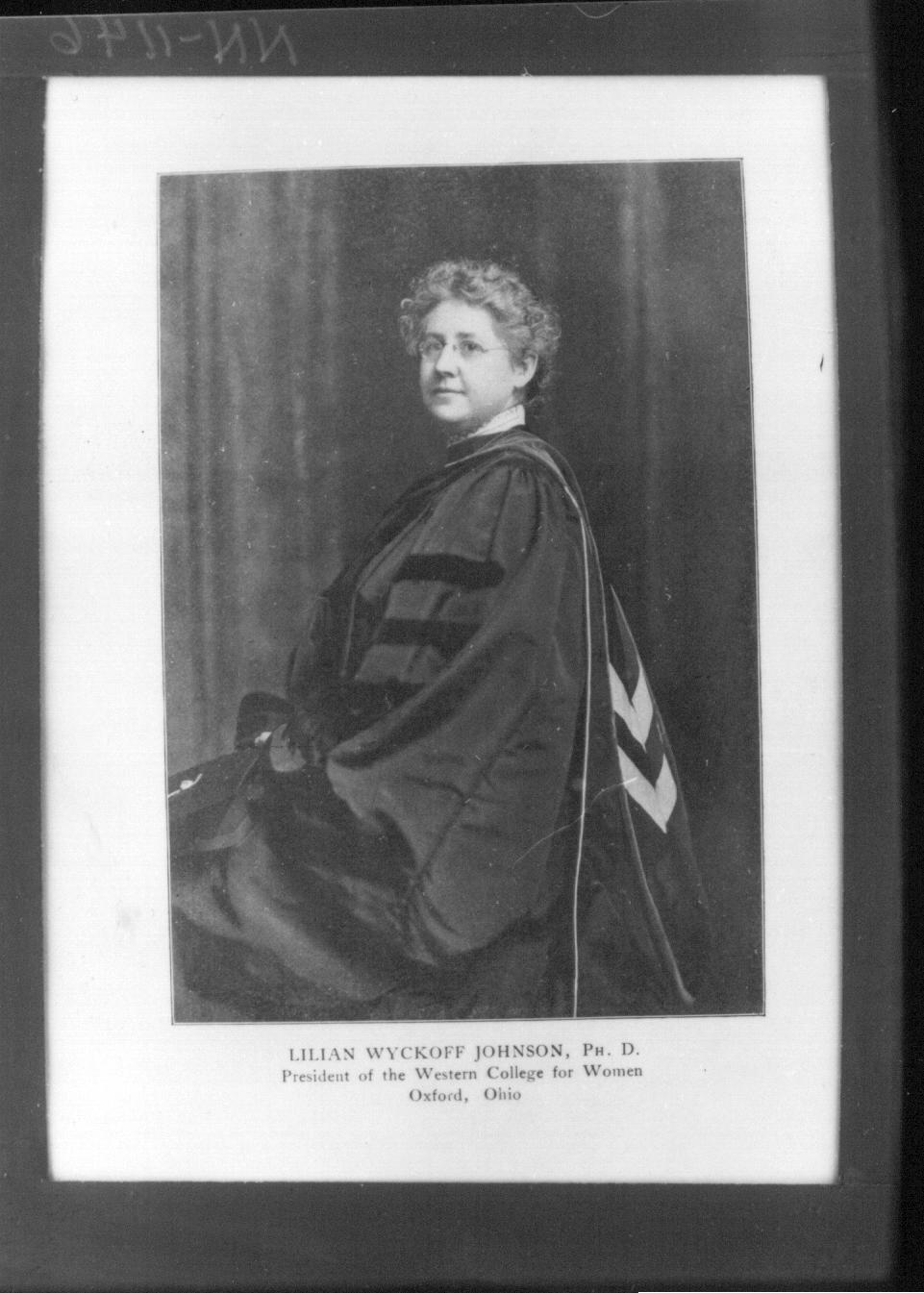
Lilian Wyckoff Johnson, la première femme à recevoir un doctorat de l' Université Cornell, a été président de Western College —

Le Western College a été fondé en 1853 en tant que Western Female Seminaryl. C'était une école de filles du Mount Holyoke College à South Hadley, dans le Massachusetts, et sa première directrice, Helen Peabody, était diplômée de Holyoke. L'université a changé de nom à trois reprises, en 1894, en The Western: A college and Seminary for Women, en 1904, en Western College for Women, et en 1971, en Western College, lorsque l'institution est devenue mixte.
Western resta un collège de femmes indépendant jusqu'en 1970, année où il forma un comité de coopération avec l' université voisine de Miami, qui permettait un nombre limité d'inscriptions. Cela a permis aux étudiants de Western de suivre des cours à Miami et d'utiliser les installations informatiques et hospitalières de Miami, tout en leur permettant d'accéder aux champs intra-muros, aux bibliothèques et aux pistes de ski de fond sur le sol de Western. Avant les années scolaires 1973-1974, les deux présidents ont signé un accord d’affiliation entre les deux écoles. En 1974, Western est devenu une partie de Miami en raison de difficultés financières.

## Anciennes élèves notables
- Margaret Caroline Anderson (1886-1973), fondatrice et rédactrice en chef de The Little Review
- Helene Mambu, médecin
- Ann Marcus, écrivain de télévision
- Pamela Mboya, représentante du Kenya, ONU-Habitat
- Hank Phillippi Ryan, reporter de télévision à Boston, gagnant de 26 Emmys et auteur à succès de la série de romans policiers Charlotte McNally
- Donna Shalala, présidente de l'Université de Miami (Floride); ancien secrétaire américain à la Santé et aux Services sociaux (sous la présidence de Bill Clinton)

## Mouvement des droits civiques
En juin 1964, un programme d'orientation de démonstration sur les droits civils pour Freedom Summer a eu lieu au Western College. Trois volontaires, dont l'un récemment formé à Western, ont été assassinés à Philadelphie, dans le Mississippi. Les remous publics ont contribué à l'adoption de la loi sur les droits civils de 1964 et de la loi sur les droits de vote quelques mois plus tard.

## Western aujourd'hui
En 1974, le Western College for Women a fusionné avec l’Université de Miami pour devenir le programme du Western College (école d’études interdisciplinaires).
En 2007, le programme Western College a été intégré au Collège des arts et des sciences et est maintenant connu sous le nom de programme Western de l’Université de Miami.

## District historique du Western Female Seminary
Le 17 septembre 1979, 15 bâtiments et 11 bâtiments de l'ancien Western College ont été désignés district historique du Western Female Seminary.